# Evius aurococcinea
Evius aurococcinea là một loài bướm đêm thuộc phân họ Arctiinae, họ Erebidae.